# Karin Boven
Karin	 Boven (Amsterdam, 27 november 1963) is een Nederlands antropoloog en diplomaat. Ze verbleef meer dan tien jaar in het binnenland van Suriname en promoveerde in 2006 op een proefschrift over de Wayana-bevolking. Van 2016 tot 2020 was ze ambassadeur in Soedan en sinds 2020 is ze dat in Oeganda.

## Biografie
Boven werd geboren in Amsterdam en ging naar het vwo in Rotterdam. Vervolgens studeerde ze vanaf 1982 culturele antropologie in Utrecht en slaagde hier in 1988 voor met de titel van doctorandus.
In 1990 vertrok ze naar het leefgebied van het inheemse Wayanabevolking in het binnenland van Suriname, Frans-Guyana en Brazilië. Hier legde ze de basis onder haar promotiewerk aan de Universiteit Utrecht. Tijdens haar verblijf raakte ze bevriend met Miep Pelenapin, de latere hoofdkapitein van de Surinaamse Wayana's. Ze waren een aantal jaren levenspartners en samen kregen ze een dochter.
Daarnaast was ze sinds 1995 consultant voor een aantal internationale ontwikkelingsorganisaties. In 2001 keerde ze terug naar Nederland. In de eerste twee jaar deed ze promotieonderzoek bij het KITLV en werkte ze voor het Nuffic. In 2006 promoveerde ze tot doctor. Van 1995 tot 2012 was ze daarnaast redactielid voor het Tijdschrift voor Surinamistiek OSO.
In 2003 trad ze in dienst van het Ministerie van Buitenlandse Zaken. Ze diende in verschillende functies, waaronder van 2009 tot 2012 voor de afdeling voor stabiliteit en vredesopbouw. In 2013 vertrok ze naar Kabul in Afghanistan, waar ze in het eerste jaar de leiding had over ontwikkelingssamenwerking en ze het jaar erna plaatsvervangend missiehoofd was. Vervolgens werkte ze een jaar in Syrië. Vanaf 2016 was ze ambassadeur in Soedan en in 2020 trad ze aan als ambassadeur in Oeganda.
- Gemeinsame Normdatei: 173951988
- International Standard Name Identifier: 0000 0000 4908 9334
- Library of Congress Control Number: no2006073104
- Nederlandse Thesaurus van Auteursnamen: 146614380
- Virtual International Authority File: 262281120
- WorldCat: E39PBJwRWGYMJTGmgj7Cf6mrv3